# 胡守宗
胡守宗，字穆中，福建晋江县人。明朝官员。

## 生平
永樂六年（1408年）戊子科福建鄉試舉人，永樂十年（1412年）登壬辰科二甲进士。授中书舍人，参与预修《永乐大典》。历官吏部验封、考功、文选司员外郎。为官清廉，年六十五岁致仕。道光《晋江县志》有传。。